# Sándor Vilmos
Sándor Vilmos, 1916-ig Spitzer (Budapest, Józsefváros, 1903. március 16. – Budapest, Józsefváros, 1962. július 7.) gazdaságtörténész, a történettudományok kandidátusa (1957).

## Élete
Spitzer Sámuel (1846–1922) órásmester és Weisz Janka (1857–1942) fia. A Tanácsköztársaság bukása után kitiltották a középiskolából a rendszer alatti szerepvállalása miatt, így magánúton érettségizett, azonban egyetemi tanulmányokat nem folytathatott. 1922-től tisztviselőként dolgozott az Allgemeine Elektrizitäts Gesellschaft (AEG) cég budapesti fiókjánál. Ekkoriban kapcsolódott be a munkásmozgalomba. Tagja volt Magyarországi Magánalkalmazottak Szakszervezetének. 1939-ben a zsidótörvények következtében elbocsátották állásából. 1940 és 1944 között ipari segédmunkás volt, s többször vitték munkaszolgálatra. Már tisztviselő korában foglalkozott gazdaságtörténettel és autodidakta módon képezte magát. 1949-től a Közgazdaságtudományi Egyetem asszisztense, 1950-től haláláig az MTA Történettudományi Intézetének munkatársa, majd osztályvezetője volt. Számos gazdaságtörténeti cikke és tanulmánya jelent meg.

## Magánélete
Első házastársa Kővári Rozália volt, Kohn Áron és Bak Laura lánya, akit 1928. december 16-án Budapesten vett feleségül. Második felesége Moskovics Róza (1906–1991) volt, akivel 1946-ban Budapesten, az Erzsébetvárosban kötött házasságot.

## Főbb művei
- Nagyipari fejlődés Magyarországon, 1867–1900 (Budapest, 1954)
- A tőkés gazdaság kibontakozása Magyarországon, 1849–1900 (Budapest, 1958)

## Díjai, elismerései
- Szocialista Munkáért Érdemérem (1960)[7]